# Schempp-Hirth Nimbus 2
Dimensions
Le Nimbus-2  est un planeur qui a volé pour la première fois en avril 1971. Il a été construit en 1970 et était basé seulement grossièrement sur le premier Nimbus.
Le Nimbus-2 était en fin de compte un planeur complètement nouveau grâce à beaucoup d'améliorations.
Les ailes ont été raccourcies et mesuraient seulement 20,3 mètres, pour faciliter la construction et le transport. Il a obtenu des aérofreins de type Schempp-Hirth sur la surface supérieure de l'aile et un parachute de freinage de queue. Les 132 premiers Nimbus-2 ont eu un empennage en T avec une profondeur monobloc comme le Schempp-Hirth Cirrus. Les Nimbus-2b ultérieurs ont obtenu un empennage en T avec l'élévateur absorbé. Le Nimbus-2c est toutefois, avec des ailes en fibre de carbone, une version plus facile avec un poids maximal au décollage plus élevé. Jusqu'en 1979, 185 Nimbus-2 ont été construits en version 2b et 2c. Une version de 23,5 m envergure s'est appelée Nimbus-2CS et le Nimbus-2M a eu un moteur escamotable.
Le Nimbus-2 a eu du succès en compétition. Le titre de champion du monde dans la classe libre a été gagné deux fois : en 1972 par le Suédois Göran Ax puis en 1974 par l'Américain George Moffatt.
Il a également permis de battre plusieurs records mondiaux. Ainsi, en 1978, en Nouvelle-Zélande, Bruce L. Drake, David N. Speight et Sholto H. Georgeson ont ensemble établi un record en couvrant les 1 254 km les séparant d'un objectif préalablement déclaré. En avril 2010, le record féminin de gain d'altitude de 10 212 m établi en 1988 par Yvonne M. Loader était toujours d'actualité.

## Sources
- Sailplane Directory
- Site de la société de construction Schempp-Hirth ((en) et (de), voir aussi version française sous Schempp-Hirth)